# Puerto Harris
Puerto Harris es un caserío y destacamento naval chileno de la comuna de Punta Arenas, situado en la Isla Dawson, ubicada a su vez en el estrecho de Magallanes y parte del archipiélago de Tierra del Fuego. Hacia el año 2002 contaba con 78 viviendas y una población de 296 habitantes.
Puerto Harris posee un alto valor histórico, como antiguo asentamiento de pueblos indígenas, antigua zona de explotación maderera, y caserío cercano al campo de detención de la isla durante la dictadura militar. En 1976 el cementerio de Puerto Harris fue declarado monumento nacional de Chile. En 2010, también fueron declarados monumento nacional, junto al campo de concentración, su capilla de San Rafael, la chimenea y los hornos del antiguo aserradero.

## Historia
Hacia fines del siglo XIX fue uno de los últimos reductos de los selknam. Comenzando el siglo XX, una empresa se instaló aquí y entre 1910 y 1940 realizó en la isla explotaciones para la industria maderera. Por entonces Puerto Harris era un caserío de una veintena de casas, con una loma sobre la cual se emplazaba la Capilla de San Rafael, también conocida como Iglesia de Puerto Harris.
Tras el Golpe de Estado en Chile de 1973, muy cerca del poblado se construyó el campo de concentración en el cual estuvieron apresados diversos dirigentes de la Unidad Popular.

### Capilla de San Rafael
La Capilla de San Rafael, también conocida como Iglesia de Puerto Harris, corresponde a una de las edificaciones de madera y amplias dimensiones más australes del planeta. Fue construida para soportar temperaturas bajo cero y vientos de hasta 120 kilómetros por hora.
Hacia 1973 estaba en un estado de conservación crítico, y junto a ella todavía permanecía un monolito de hormigón correspondiente al busto del fraile José Fagnano, evangelizador de selknam, huilliches y tehuelches llegado por la misión San Rafael en 1897. Ese mismo año fue restaurada por reconocidos presos políticos de la dictadura de Augusto Pinochet, bajo la dirección de Miguel Lawner, arquitecto de la Unidad Popular, gracias al consentimiento del comandante a cargo del campo de concentración donde se encontraban detenidos. Entre los prisioneros más activos se encontraban Sergio Bitar, Jaime Tohá y Orlando Letelier. Con motivo de esta restauración a Lawner le proporcionaron papel y lápiz, que el arquitecto utilizó para aprender a dibujar a mano alzada y así dejar registro visual de los campos de detención utilizados en dictadura.
Desde el 10 de marzo de 2010 forma parte de los monumentos nacionales de Chile. Actualmente es mantenida por la Armada de Chile. En algún momento fue pintada de color blanco, pese a que Lawner descubrió durante la restauración que originalmente tenía un juego policromado entre rojo, dorado y blanco, típico del período renacentista.